# Kieler Rathaus
Das Kieler Rathaus ist das Rathaus der schleswig-holsteinischen Landeshauptstadt Kiel. Es wurde zu Beginn des 20. Jahrhunderts errichtet und steht unter Denkmalschutz. Der 106 m hohe Rathausturm ist eines ihrer Wahrzeichen.

## Lage

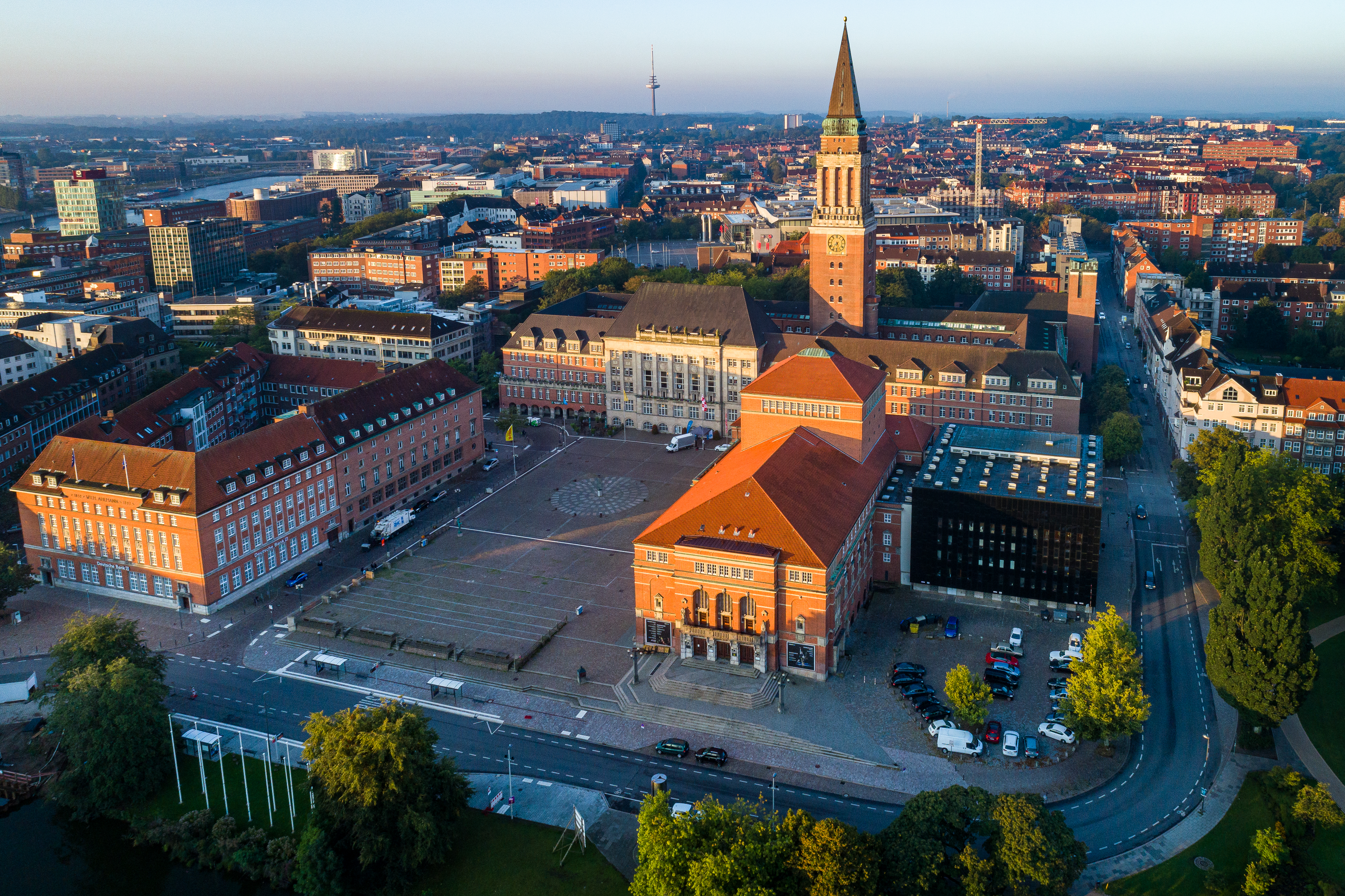
Das Kieler Rathaus ist durch den dominanten Rathausturm im oberen Bilddrittel gut zu erkennen, davor das Kieler Opernhaus und der Rathausplatz.

Das Verwaltungsgebäude erstreckt sich zwischen Fleethörn (nordöstlich), Treppenstraße (südöstlich), Waisenhof (südöstlich; jedoch mit einigen Bauwerken dazwischen) und der damaligen Cas-Straße (heute Rathausstraße; nordwestlich).

## Vorgeschichte: Rathäuser der Stadt Kiel
Das bisherige Rathaus am Alten Markt wurde um 1900 für die damals stark wachsende Marine- und Werftenstadt zu klein. Daher schrieb die Stadtverwaltung einen Architektenwettbewerb aus. Der Siegerentwurf wurde von 1907 bis 1911 in der Vorstadt am heutigen Rathausplatz westlich der Altstadt gebaut. Es hieß bei den Einwohnern lange Zeit das „Neue Rathaus“.
Das Alte Rathaus wurde im Zweiten Weltkrieg bis auf einige Kellergewölbe vollständig zerstört. Im Jahr 2000 bot auch das Haus am Rathausplatz nicht mehr genügend Platz für die städtischen Ämter. Darum wurden vor allem seit dem Jahr 2008 Teile der Stadtverwaltung in das Gebäude der ehemaligen Oberpostdirektion in der Andreas-Gayk-Straße ausgelagert. Dieses Gebäude wird seitdem „Neues Rathaus“ genannt.

## Baugeschichte
Die Stadt ließ das heute denkmalgeschützte Rathaus nach den Entwürfen des Karlsruher Architekten Hermann Billing in den Jahren 1907 bis 1911 erbauen.
Der Tradition des repräsentativen Rathausbaus folgend erhielt das neue Gebäude einen eigenen Turm. Dieser Turm ist in Anlehnung an einen Campanile wie den Markusturm der Lagunenstadt Venedig gestaltet, der 1902 eingestürzt war und ab 1903 wiederaufgebaut wurde. Darüber berichteten auch deutsche Bauzeitschriften. Der 106 m hohe Kieler Turm überragt sogar den Markusturm um mehr als sieben Meter.

## Architektur

### Überblick

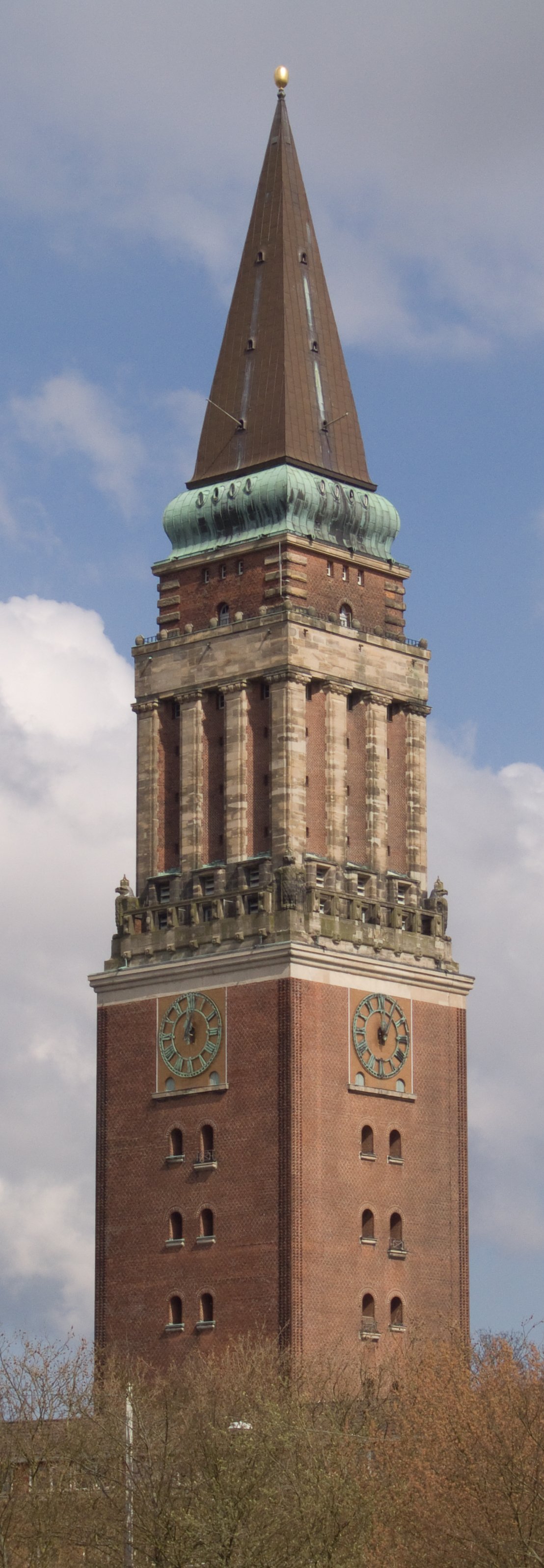
Rathausturm (Aufnahme von 2008)

Das Rathaus hat eine Grundfläche von rund 6250 m² und ist viergeschossig. Sein langgestrecktes Hauptgebäude untergliedert sich in drei Bauwerksteile, die jeweils durch Material und Gestaltung deutlich unterschieden sind. Die Flügelbauten bestehen aus unverputzten Backsteinen, im Mittelteil wurde auch heller Stein verwendet.

### Bauwerkdetails

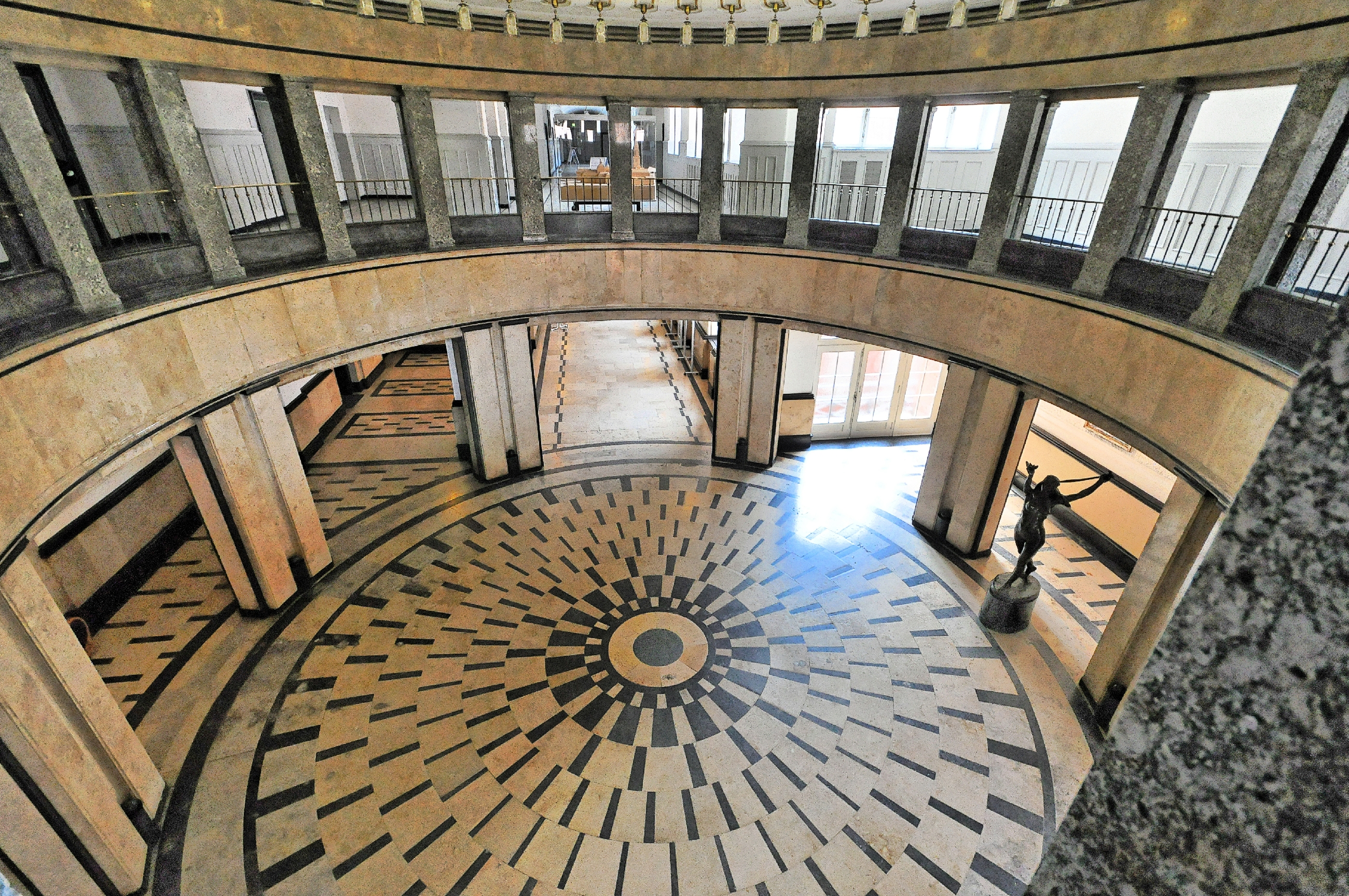
Rotunde im Eingangsbereich

Die Eingangshalle ist über einem runden Grundriss aufgebaut und repräsentativ ausgestaltet. In der zweiten bis vierten Etagen sind die Räume so angeordnet, dass im Zentrum der Blick nach unten frei bleibt und eine Galerie („Wandelgang“) entsteht (siehe Bild). Die Arbeitsräume gruppieren sich um zwei Innenhöfe.
Zum Rathausplatz hin sind Arkaden angebaut.
Der Rathausturm erhebt sich aus einem Verbindungsbau zwischen den Innenhöfen. Er hat einen fast quadratischen Grundriss mit Seitenlängen von rund 14 Metern und ist 106 m hoch. In 67 m Höhe befindet sich eine umlaufende Aussichtsplattform. Im Inneren ist ein Fahrstuhl installiert.

### Glockenspiel
Glockenspiel des Kieler Rathausturmsⓘ

Die fünf Bronzeglocken im elften Stockwerk des Rathaus-Turmes, deutlich unterhalb der 67 Meter hohen Aussichtsplattform im sechzehnten Stock, lassen seit 28. Mai 1911 viertelstündlich ein Glockenspiel erklingen,
welches bis zur vollen Stunde jeweils ein weiteres Viertel der eingängigen Melodie hören lässt.
Die Tonart ist E-Dur, der verwendeten Westminsterschlag ein musikalisches Motiv; dieses Glockengeläut ähnelt dem des Uhrturmes Big Ben in London und dem des Kopenhagener Rathauses. Der Königliche Musikdirektor Heinrich Johannsen (* 30. Juli 1864 in Lauenburg; † 8. Februar 1947 in Eutin)  komponierte diese Melodie im Auftrag des damaligen Oberbürgermeisters Paul Fuß und beschreibt wie folgt: „Ich wählte ... die 4 Töne des sog[enannten] Westminsterschlages (bestehend aus Quinte, Grundton, Sekunde und Terz), denen ich als 5. Ton noch die untere Oktave des Grundtones hinzufügte.“
Der schon beim Bau des Rathauses weit über Plan gestiegenen Kosten wegen unterlegte der Kieler Volksmund das Glockenspiel von Beginn an mit dem Spottvers:
„Kiel hett keen Geld
dat weet de Welt
ob's mal wat kriecht
dat weet man nich.“
Im Januar 2020 und von August bis Dezember 2024 schwiegen die Glocken aufgrund aufwändiger Reparaturen wochenlang.

## Tourismus
Der Turm des Rathauses ist im Rahmen von Führungen zu besichtigen. Der Aufzug fährt bis zur Aussichtsebene in 67 m Höhe, wo Besucher weite Blicke über die Innenstadt und den Hafen im Nordosten, das Ostufer der Kieler Förde, den Hauptbahnhof und die Hörn im Süden sowie die westlichen Ansiedlungen bis Mettenhof werfen können.